# Doris Gunnarsson
Anna Doris Gunnarsson, född 1 april 1945 i Hyssna församling, Älvsborgs län, är en svensk journalist, som arbetat som politisk redaktör och ledarskribent på centerpartistiska Hallands Nyheter. Hon var chefredaktör och ansvarig utgivare för tidningen mellan 1989 och 2000.
På 1990-talet var hon i flera år styrelseledamot i Sveriges Radio. Hon har också medverkat i Hudiksvalls Tidning, Alingsås Tidning, Växjöbladet och Smålandsposten.